# Blomberg (Dolna Saksonia)
Blomberg – miejscowość i gmina w Niemczech, w kraju związkowym Dolna Saksonia, w powiecie Wittmund, wchodzi w skład gminy zbiorowej Holtriem.